# Cristel Vahtra
Cristel Vahtra (* 20. März 1972 in Palamuse) ist eine ehemalige estnische Skilangläuferin.

## Werdegang
Vahtra, die für den Tartu Skiclub startete, belegte bei den Olympischen Winterspielen 1994 in Lillehammer den 45. Platz über 15 km Freistil, den 42. Rang in der Verfolgung und den 35. Platz über 30 km klassisch. Über 5 km klassisch holte sie dort mit dem 27. Platz ihre ersten Weltcuppunkte. Zudem errang sie dort zusammen mit Kristina Smigun, Silja Suija und Piret Niglas den 12. Platz in der Staffel. Bei den Nordischen Skiweltmeisterschaften 1995 in Thunder Bay lief sie auf den 42. Platz über 30 km Freistil, auf den 23. Rang über 5 km klassisch und erreichte mit dem 17. Platz über 15 km klassisch ihre beste Einzelplatzierung im Weltcup. Mit der Staffel belegte sie dort den 11. Platz. Zum Ende der Saison 1994/95 und 1995/96 erreichte sie mit dem 54. Platz im Gesamtweltcup ihr bestes Gesamtergebnis. Bei den Nordischen Skiweltmeisterschaften 1997 in Trondheim belegte sie den 51. Platz in der Verfolgung, den 45. Rang über 30 km klassisch und den 43. Platz über 5 km klassisch. Ihre beste Platzierung im folgenden Jahr bei den Olympischen Winterspielen in Nagano war der 29. Platz über 30 km Freistil und bei den Nordischen Skiweltmeisterschaften 1999 in Ramsau am Dachstein der 25. Platz über 15 km Freistil und der zehnte Rang mit der Staffel. Ihr letztes Weltcuprennen absolvierte sie im Dezember 1999 in Davos, das sie auf dem 44. Platz über 15 km klassisch beendete.

## Teilnahmen an Weltmeisterschaften und Olympischen Winterspielen

### Olympische Winterspiele
- 1994 Lillehammer: 12. Platz Staffel, 27. Platz 5 km klassisch, 35. Platz 30 km klassisch, 42. Platz 10 km Verfolgung, 45. Platz 15 km Freistil
- 1998 Nagano: 29. Platz 30 km Freistil, 46. Platz 15 km klassisch, 50. Platz 10 km Verfolgung, 53. Platz 5 km klassisch

### Nordische Skiweltmeisterschaften
- 1995 Thunder Bay: 11. Platz Staffel, 17. Platz 15 km klassisch, 23. Platz 5 km klassisch, 42. Platz 30 km Freistil
- 1997 Trondheim: 43. Platz 5 km klassisch, 45. Platz 15 km klassisch, 51. Platz 10 km Verfolgung
- 1999 Ramsau am Dachstein: 10. Platz Staffel, 25. Platz 15 km Freistil, 30. Platz 10 km Verfolgung, 40. Platz 5 km klassisch, 45. Platz 30 km klassisch

## Weltcup-Gesamtplatzierungen
| Saison  | Platz | Punkte |
| ------- | ----- | ------ |
| 1993/94 | 66.   | 4      |
| 1994/95 | 54.   | 22     |
| 1995/96 | 54.   | 9      |
| 1996/97 | 77.   | 2      |
| 1997/98 | -     | -      |
| 1998/99 | 71.   | 7      |